# Hexaclorofè
L'hexaclorofè, també conegut com a Nabac, és un compost organoclorat que durant molt de temps ha estat utilitzat com a desinfectant. En medicina, l'hexaclorofè s'usa com un tòpic desinfectant, agent antibacterià, i es pot trobar en sabons i pastes de dents. En agricultura, també es fa servir com a agent fungicida i bactericida.
Als anys setanta s'emprava per a banyar els nounats per a evitar infeccions; gràcies a això es va descobrir que en absorbir-se per la pell, sobretot en criatures, tenia efectes neurotòxics produint edemes seguits de desmielinització (sobretot en intoxicacions greus). Els símptomes generals són debilitat, confusió, convulsions, i en casos greus, coma i mort.

## Producció
L'hexaclorofè (3) s'obté a partir de la condensació de dos mols de 2,4,5-triclorofenol (1) amb un mol de formaldehid (2) en presència d'àcid sulfúric concentrat.

## Curiositats
L'any 1976, en una planta química a la població italiana de Seveso, que es dedicava a la producció d'aquesta substància, es va produir una reacció secundària amb l'hexaclorofè produint TCDD, una dioxina tòxica, que es va escampar en forma d'aerosol per tota la població. Aquest accident anomenat Desastre de Seveso va tenir un gran impacte en la comunitat europea i a partir de llavors es van començar a aplicar certes directives.